# Karl Friedrich Werner (Richter)
Karl Friedrich Werner (* 1820 in Rötha; † 31. August 1877) war ein Richter am Reichsoberhandelsgericht.

## Leben
Nach dem Besuch der Thomasschule zu Leipzig studierte der Sohn eines Arztes Rechtswissenschaften in Leipzig. Am 1. Juli 1870 kam er an das Bundesoberhandelsgericht.  Zuvor war der Sachse Appellationsrat in Leipzig. 1872 wurde er Dr. iur. h. c. der juristischen Fakultät der Universität Leipzig.